# A Kongói Köztársaság az 1996. évi nyári olimpiai játékokon
A Kongói Köztársaság az egyesült államokbeli Atlantában megrendezett 1996. évi nyári olimpiai játékok egyik részt vevő nemzete volt. Az országot az olimpián 3 sportágban 5 sportoló képviselte, akik érmet nem szereztek.

## Atlétika
Férfi
| Versenyző   | Versenyszám | Előfutam | Előfutam | Előfutam | Negyeddöntő | Negyeddöntő | Negyeddöntő | Elődöntő | Elődöntő | Elődöntő | Döntő   | Döntő    |
| Versenyző   | Versenyszám | Idő      | Hely.    | Össz.    | Idő         | Hely.       | Össz.       | Idő      | Hely.    | Össz.    | Idő     | Helyezés |
| ----------- | ----------- | -------- | -------- | -------- | ----------- | ----------- | ----------- | -------- | -------- | -------- | ------- | -------- |
| Hakim Mazou | 110 m gát   | 14,52    | 8.       | 58.      | kiesett     | kiesett     | kiesett     | kiesett  | kiesett  | kiesett  | kiesett | kiesett  |

Női
| Versenyző      | Versenyszám | Előfutam | Előfutam | Előfutam | Elődöntő | Elődöntő | Elődöntő | Döntő   | Döntő    |
| Versenyző      | Versenyszám | Idő      | Hely.    | Össz.    | Idő      | Hely.    | Össz.    | Idő     | Helyezés |
| -------------- | ----------- | -------- | -------- | -------- | -------- | -------- | -------- | ------- | -------- |
| Léontine Tsiba | 800 m       | 2:08,58  | 6.       | 31.      | kiesett  | kiesett  | kiesett  | kiesett | kiesett  |

## Cselgáncs
Férfi
| Versenyző     | Versenyszám | Selejtező         | 32-es főtábla          | Nyolcaddöntő      | Negyeddöntő       | Elődöntő          | Vigaszág első kör | Vigaszág negyeddöntő | Vigaszág elődöntő | Bronz- mérkőzés   | Döntő             | Helyezés |
| Versenyző     | Versenyszám | Ellenfél Eredmény | Ellenfél Eredmény      | Ellenfél Eredmény | Ellenfél Eredmény | Ellenfél Eredmény | Ellenfél Eredmény | Ellenfél Eredmény    | Ellenfél Eredmény | Ellenfél Eredmény | Ellenfél Eredmény | Helyezés |
| ------------- | ----------- | ----------------- | ---------------------- | ----------------- | ----------------- | ----------------- | ----------------- | -------------------- | ----------------- | ----------------- | ----------------- | -------- |
| Abel Ndenguet | Középsúly   | erőnyerő          | Nicolas Gill (CAN) · V | kiesett           | kiesett           | kiesett           |                   |                      |                   |                   |                   | 21.      |

## Úszás
Férfi
| Versenyző    | Versenyszám | Előfutam | Előfutam | Előfutam | Döntő   | Döntő   | Döntő   | Helyezés |
| Versenyző    | Versenyszám | Idő      | Hely.    | Össz.    | Típus   | Idő     | Hely.   | Helyezés |
| ------------ | ----------- | -------- | -------- | -------- | ------- | ------- | ------- | -------- |
| René Makosso | 50 m gyors  | 30,00    | 3.       | 62.      | kiesett | kiesett | kiesett | kiesett  |

Női
| Versenyző     | Versenyszám | Előfutam | Előfutam | Előfutam | Döntő   | Döntő   | Döntő   | Helyezés |
| Versenyző     | Versenyszám | Idő      | Hely.    | Össz.    | Típus   | Idő     | Hely.   | Helyezés |
| ------------- | ----------- | -------- | -------- | -------- | ------- | ------- | ------- | -------- |
| Monika Bakale | 50 m gyors  | 34,43    | 7.       | 54.      | kiesett | kiesett | kiesett | kiesett  |